# San Leobardo Mendez
San Leobardo Mendez (ur. 24 marca 1993 w Benque Viejo del Carmen) – belizeński piłkarz występujący na pozycji środkowego obrońcy lub środkowego pomocnika, reprezentant kraju.

## Kariera klubowa
Mendez pochodzi z miasta Benque Viejo del Carmen. Tam uczęszczał do szkoły podstawowej Howard Smith Nazarene Primary School, a następnie szkoły średniej Mopan Technical High School. Będąc uczniem Mopan Tech występował w szkolnej drużynie piłkarskiej. W lidze belizeńskiej zadebiutował w barwach klubu Hankook Verdes. Już w pierwszym sezonie 2010/2011 otrzymał nagrodę dla odkrycia rozgrywek. W barwach Verdes stworzył solidny duet stoperów z Víctorem Mejíą, zdobył dwa mistrzostwa Belize (2014/2015 Closing, 2017/2018 Opening) oraz trzy wicemistrzostwa Belize (2015/2016 Opening, 2016/2017 Closing, 2018/2019 Opening).

## Kariera reprezentacyjna
Po raz pierwszy Mendez znalazł się w składzie seniorskiej reprezentacji Belize w październiku 2012 na obóz przygotowawczy. W styczniu 2013 został powołany przez selekcjonera Leroya Sherriera Lewisa na turniej Copa Centroamericana. Tam 25 stycznia w przegranym 0:1 półfinale z Hondurasem zadebiutował w drużynie narodowej i był to zarazem jego jedyny występ w rozgrywkach. Belizeńczycy zajęli natomiast czwarte miejsce i po raz pierwszy w historii zakwalifikowali się na Złoty Puchar CONCACAF.